# برعم رئوي
يشار إلى برعم الرئة أحيانًا باسم برعم الجهاز التنفسي الذي يشكل من رتج الجهاز التنفسي، وهي بنية أديم باطن جنيني تتطور إلى أعضاء الجهاز التنفسي مثل الحنجرة، القصبة الهوائية، الشعب الهوائية والرئتين. ينشأ برعم الرئة من جزء من الأنبوب الحنجري الرغامي.

## المرحلة المبكرة
في الأسبوع الرابع من تطور الجنين، يبدأ الرتج التنفسي في النمو من الجانب البطني (الأمامي) من المعى الأمامي إلى الأديم المتوسط المحيط به، مكونًا برعم الرئة. في حوالي اليوم الثامن والعشرين، أثناء فصل برعم الرئة عن المعي الأمامي، تتشكل القصبة الهوائية وتنقسم إلى برعمين من الشعب الهوائية، واحدة على كل جانب.

### تأشيرات الخلية
تبدأ تأشيرات الخلية المتضمنة في مواصفات برعم الجهاز التنفسي بالتعبير عن الجين Nkx2-1، الذي يحدد المجال التنفسي - المنطقة التي يبدأ منها برعم الجهاز التنفسي في النمو. إن الإشارات التي تجعل نمو برعم الجهاز التنفسي ممكناً معقدةً وتتضمن عددًا من التفاعلات بين الأديم المتوسط والنسيج الطلائي لبرعم الجهاز التنفسي، حيث تعتبر أعضاء من عوامل نمو الأرومة الليفية ومستقبلات عوامل نمو الأرومة الليفية.

### فصل القصبة الهوائية عن المريء
في البداية، يكون الجزء الخلفي من القصبة الهوائية مفتوحًا للمريء، ولكن عندما يُطول البرعم حواف طولية للأديم المتوسط تعرف باسم الثلمات الحنجرية الرغامية، تبدأ في التكون والنمو حتى تنضم وتشكل جدارًا بين العضوين، يسمى حاجز رغامي مريئي. يؤدي الفصل غير الكامل للأعضاء إلى خلل خلقي يُعرف بالناسور الرغامي المريئي.

### تطوير الحنجرة
يكون النسيج الطلائي التنفسي للحنجرة من أصل أديمي باطني، ولكن الغضاريف الحنجرية، على عكس بقية النسيج الضام لبرعم الجهاز التنفسي، تأتي من اللحمة المتوسطة للقوسين البلعومي الرابع والسادس. حيث أن القوس البلعومي الرابع المجاور لما سيكون جذر اللسان سيصبح لسان المزمار. بينما سيصبح القوس البلعومي السادس الموجود حول فتحة الحنجرة، غضاريف درقية وحلقية وغضروف هرمي. تتشكل هذه الهياكل في عملية نمو الخلايا المبطنة للحنجرة البدائية وتغلقها. في وقت لاحق، تعاد الاستقامة تاركةً هيكلين يشبهان الغشاء: الأحبال الصوتية والطيات الدهليزية. وبين ذلك، تبقى مساحة كبيرة تكون بطين الحنجرة. يؤدي الفشل في هذه العملية إلى حالة خطيرة ولكنها نادرة تسمى رتق الحنجرة الخلقي.

## التطوير اللاحق
بعد تشكل براعم الرئة، تبدأ في النمو وتتفرع لتشكل نسخة بدائية من السبيل التنفسي، وتحدد كيفية ترتيب فصوص الرئة في العضو الناضج. المرحلة الأولى من تطور الحويصلة الهوائية، الممتدة بين الأسبوع الخامس والسادس عشر من تطور الجنين، تسمى المرحلة الغدية الكاذبة. سميت بذلك بسبب المظهر النسيجي للحويصلات الهوائية البدائية، والتي تشبه الأنسجة الغدية. بعد مرحلة الغدد الكاذبة، تدخل الرئة في مراحل القناة القنيوية والكيسية. خلال هذه المراحل، تضيق الأنابيب الطرفية وتؤدي إلى ظهور حبيبات صغيرة، والتي تصبح مرتبطة بشكل متزايد بالشعيرات الدموية مما يجعل تبادل الغازات ممكنًا. تبدأ الظهارة السنخية في التمايز إلى نوعين مختلفين من الخلايا: الخلايا السنخية الرئوية من النوع الأول والخلايا السنخية الرئوية من النوع الثاني، وكذلك النسيج الطلائي التنفسي للقصبة الهوائية والشعب الهوائية.

## روابط خارجية
- digest-012a — صور للجنين مصدرها جامعة كارولاينا الشمالية

- digest-013 — صور للجنين مصدرها جامعة كارولاينا الشمالية

- علم الأجنة السويسري (من جامعة لوزان، وجامعة برن، وجامعة فريبورغ) rrespiratory/phasen02

- Histology at med.unsw.edu.au

- Diagram at chronolab.com